# Pik Nursultan
Der Pik Nursultan (russisch Пик Нурсултан (Комсомол), Pik Nursultan; auch Pik Komsomol oder Pik Komsomola) ist ein Berg im Transili-Alatau in Kasachstan.
Der 4376 m hohe Berg liegt 25 km südöstlich vom Stadtzentrum der Metropole Almaty.
Er befindet sich in einer vom Hauptkamm des Transili-Alatau nach Norden abzweigenden Bergkette. An der Südflanke des Pik Nursultan strömt ein kleinerer Gletscher nach Westen und speist den Kitschi Almaty, der nach Norden zur Metropole Almaty fließt. Östlich des Pik Nursultan verläuft das Flusstal des Linken Talghar. Der Pik Talgar, höchster Berg im Transili-Alatau, befindet sich 18 km östlich vom Pik Nursultan.
Der Berg wurde nach dem kasachischen Präsidenten Nursultan Nasarbajew benannt.
Am Fuß des Berges, 5 km nordnordwestlich, liegt das Wintersportzentrum Schymbulak.